# Bloemendaal
Bloemendaal es una localidad y un municipio de la provincia de Holanda Septentrional en los Países Bajos. En enero de 2015 tenía una población de 22.264 habitantes ocupando una superficie de 45,18 km², de los que 5,45 km² corresponden a la superficie ocupada por el agua, con una densidad de población de 558 h/km². 
Forman el municipio los siguientes núcleos de población, además de Bloemendaal: Aerdenhout, Bennebroek, que fue municipio independiente hasta 2009, Bentveld (parte), Bloemendaal aan Zee, Overveen, donde se localiza el ayuntamiento, y Vogelenzang.

## Galería

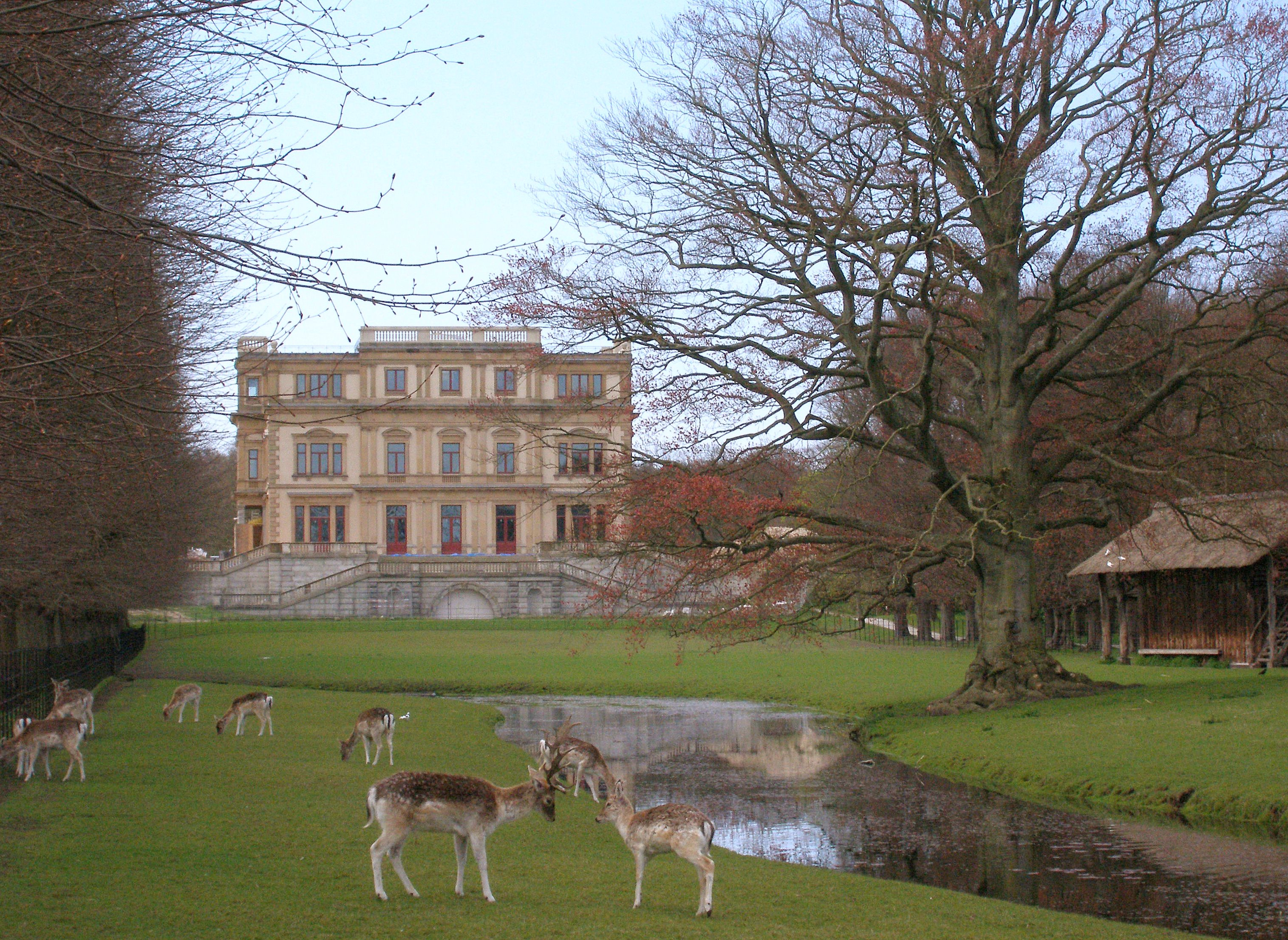
Elswout, finca forestal en Overveen
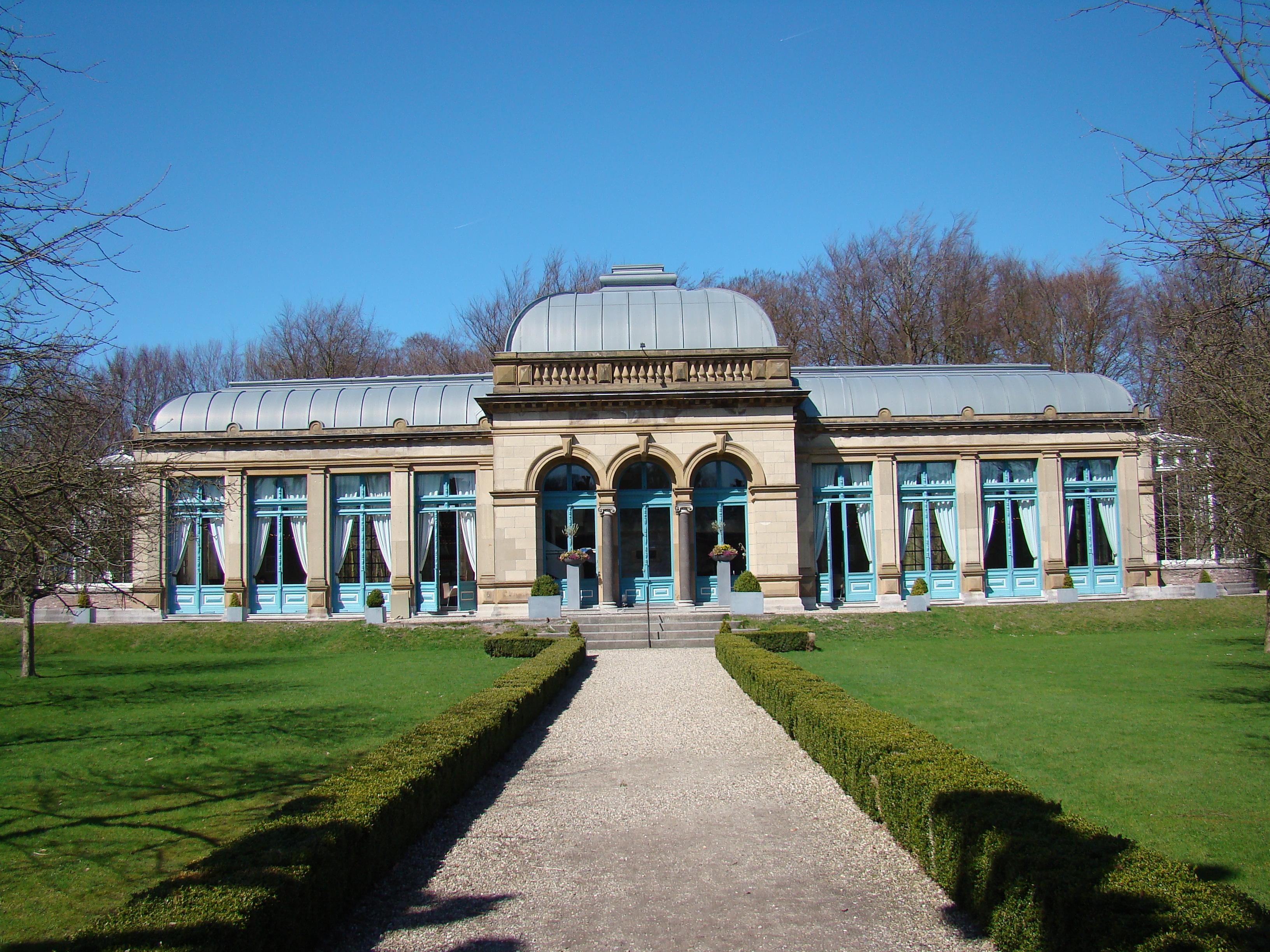
Orangerie en Elswout
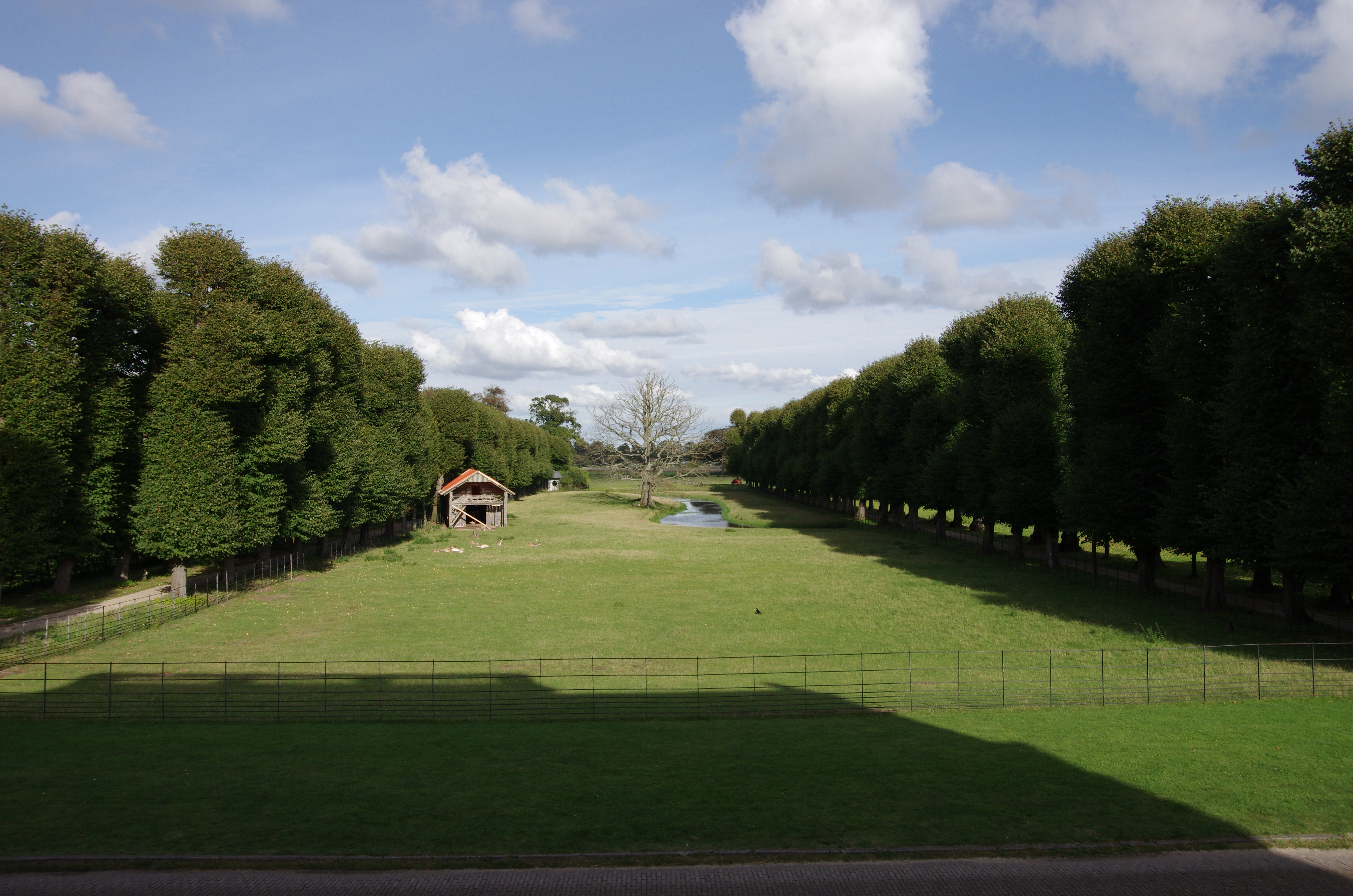
Elswout
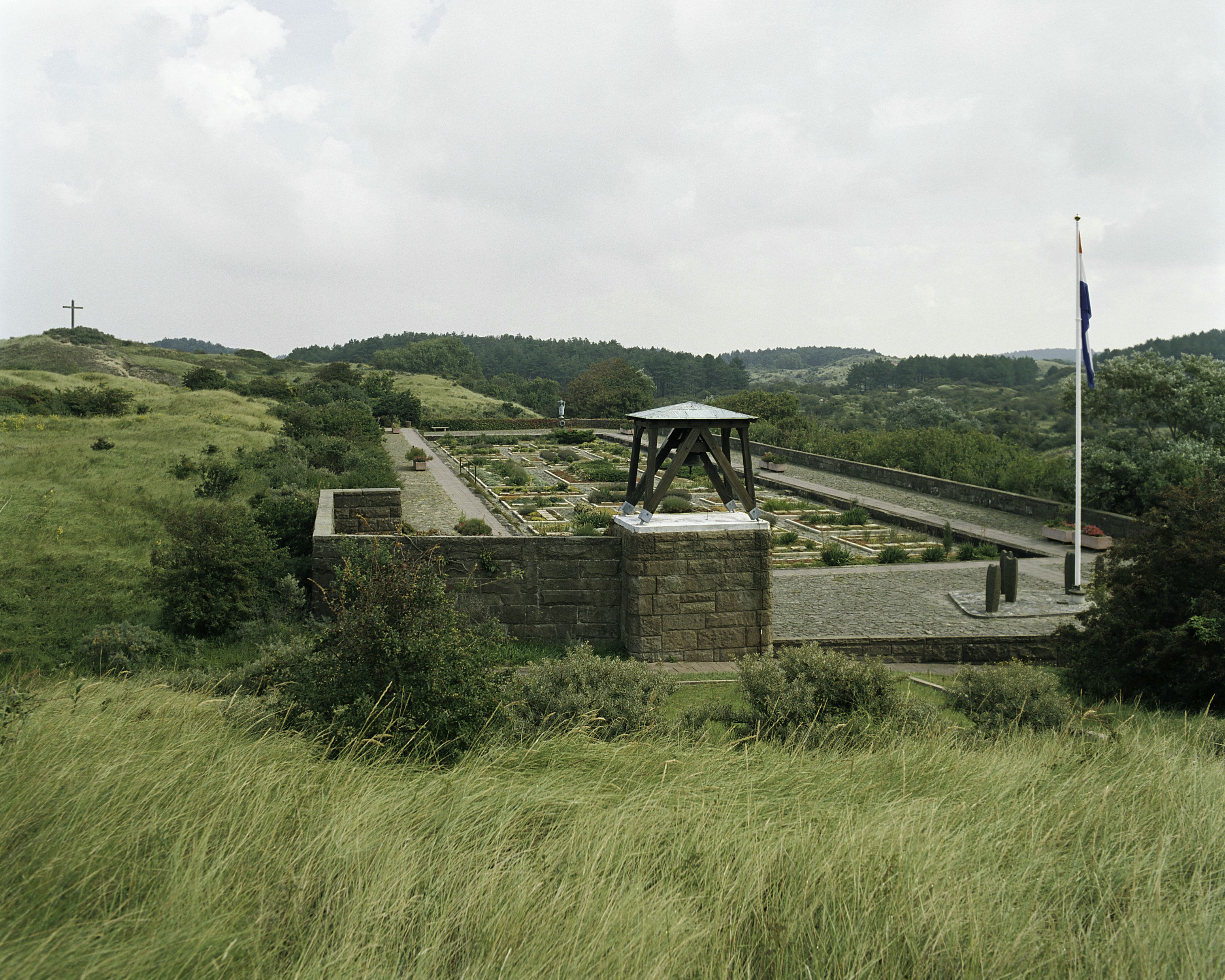
El cementerio Eerebegraafplaats Bloemendaal, con 374 víctimas de la resistencia.